# Jose Flores
Jose Flores, född 4 augusti 1960 i Peru, död 22 mars 2018 i Philadelphia i Pennsylvania i USA, var en peruansk galoppjockey. Under större delen av karriären var han verksam i Pennsylvania i USA.

## Biografi
Flores föddes i Peru, och började tidigt rida hästar, likt hans far. Hans professionella karriär började 1983, då han red löp i Panama, och tog 211 segrar. 1987 flyttade han till USA, först till Miami, och senare Pennsylvania, där han var den ledande jockeyn på Penn National Race Course fyra gånger, innan han sökte sig till Philadelphia Park, numbera Parx Casino and Racing 1990, där han blev den mest vinstrika jockeyn i banans historia. 2013 valdes han in i Parx Hall of Fame.
Flores tog totalt 4 650 segrar på 28 684 starter. 1999 segrade han i Philadelphia Park Breeders' Cup Handicap tillsammans med Loaded Gun. Under hans mest framgångsrika år, 1987, tog han 380 segrar på 1 694 starter. Sedan mitten av 2010-talet kantades hans karriär av skador, och han tog sin sista seger den 13 mars 2018.

### Död
Den 19 mars 2018 ledde Flores ett löp på Parx, då hans uppsittning Love Rules föll till marken, och Flores kastades av. Två andra hästar och deras jockeys föll också, men skadades inte allvarligt. En häst tros ha fallit på Flores, som fick skador på huvudet och ryggraden. Flores avled den 22 mars 2018 efter att livsuppehållande behandling avslutats.